# Łabędy (gmina)

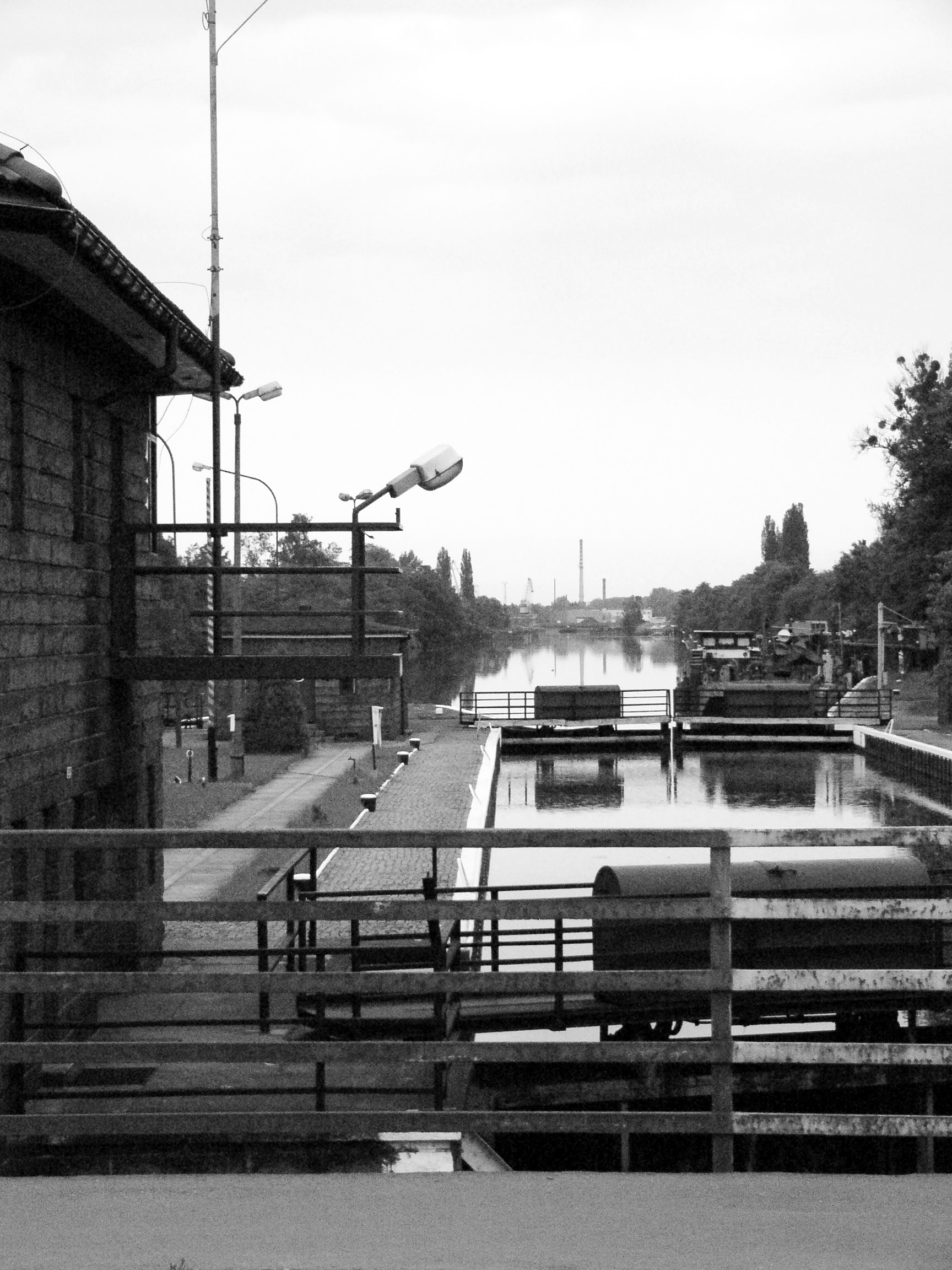
Śluza Łabędy na Kanale Gliwickim w Łabędach

Łabędy – dawna gmina wiejska istniejąca w latach 1945–1954 w woj. śląskim (śląsko-dąbrowskim), katowickim i stalinogrodzkim (dzisiejsze woj. śląskie). Siedzibą władz gminy były Łabędy, które od 1 stycznia 1954 stanowiły odrębną gminę miejską (od 31 grudnia 1964 dzielnica Gliwic).
Gmina zbiorowa Łabędy powstała po II wojnie światowej (w grudniu 1945) w powiecie gliwickim na terenie tzw. Ziem Odzyskanych (tzw. I okręg administracyjny – Śląsk Opolski), powierzonym 18 marca 1945 administracji wojewody śląskiego, a z dniem 28 czerwca 1946 przyłączonym do woj. śląskiego (śląsko-dąbrowskiego).
Według stanu z 1 stycznia 1946 gmina składała się z 6 gromad: Łabędy, Czechowice, Dzierżno, Gliwice Stare (później Stare Gliwice), Ligota Łabędzka i Rzeczyce. 6 lipca 1950 zmieniono nazwę woj. śląskiego na katowickie, a 9 marca 1953 kolejno na stalinogrodzkie. 1 kwietnia 1951 część obszaru gminy Łabędy (gromadę Stare Gliwice) przyłączono do Gliwic.
Według stanu z 1 lipca 1952 gmina składała się z 5 gromad: Czechowice, Dzierżno, Ligota Kradziejowska, Łabędy i Rzeczyce. 1 stycznia 1954 z gminy wyłączono jej siedzibę Łabędy, którym nadano prawa miejskie. Gmina została zniesiona 29 września 1954 wraz z reformą wprowadzającą gromady w miejsce gmin.
Jednostki nie przywrócono 1 stycznia 1973 wraz z kolejną reformą reaktywującą gminy. Obecnie Ligota Łabędzka i Rzeczyce należą do gminy Rudziniec, Czechowice i Łabędy są dzielnicami Gliwic, a Dzierżno jest dzielnicą Pyskowic.